# Survivor: Micronesia
Survivor: Micronesia - Fans vs favoritos es la decimosexta temporada de Survivor, el reality más famoso del canal estadounidense CBS.
En esta ocasión, 10 fanes del reality se enfrentan a 10 de los concursantes más famosos de anteriores temporadas, por lo que es la tercera temporada que cuenta con ex-concursantes de ediciones anteriores; ya ocurrió en Survivor: All-Stars (donde participaron los mejores 18 participantes de las 7 primeras ediciones) y en Survivor: Guatemala (edición a la que volvieron dos concursantes de Survivor: Palau).
La edición se estrenó el 7 de febrero del 2008 y una vez más, su estreno fue el espacio más visto en su franja horaria (más de 13 millones de estadounidense lo vieron).
La temporada se grabó en el mismo lugar que Survivor: Palau

## Concursantes y clasificación
| Concursante                                                                | Tribu Programas 1 a 4 | Tribu Programas 5 a 8 | Tribu unificada Programa 9 a final | Clasificación                                  | Votos totales                           |
| -------------------------------------------------------------------------- | --------------------- | --------------------- | ---------------------------------- | ---------------------------------------------- | --------------------------------------- |
| Jon "Jonny Fairplay" Dalton 33, Danville, Virginia Survivor: Pearl Islands | Malakal               | -                     | -                                  | Primer expulsado Día 3                         | 9                                       |
| Mary Sartain 29, Emeryville, California                                    | Airai                 | -                     | -                                  | Segunda expulsada Día 6                        | 6                                       |
| Yau-Man Chan 55, Martínez, California Survivor: Fiji                       | Malakal               | -                     | -                                  | Tercer expulsado Día 8                         | 6                                       |
| Michael "Mikey B" Bortone 34, Los Ángeles, CA                              | Airai                 | -                     | -                                  | Cuarto expulsado Día 11                        | 6                                       |
| Joel Anderson 32, Avondale, Arizona                                        | Airai                 | Malakal               | -                                  | Quinto expulsado Día 14                        | 6                                       |
| Jonathan Penner 45, Los Ángeles, CA Survivor: Cook Islands                 | Malakal               | Airai                 | -                                  | Abandono por emergencia médica Día 15          | 0                                       |
| Chet Welch 48, Ford City, Pennsylvania                                     | Airai                 | Malakal               | -                                  | Sexto expulsado Día 17                         | 12                                      |
| Kathleen "Kathy" Sleckman 45, Glen Ellyn, Illinois                         | Airai                 | Airai                 | -                                  | Abandono voluntario Día 19                     | 0                                       |
| Tracy Hughes-Wolf 43, Fredericksburg, Virginia                             | Airai                 | Malakal               | -                                  | Séptima expulsada Día 20                       | 7                                       |
| Ami Cusack 34, Golden, Colorado Survivor: Vanuatu                          | Malakal               | Malakal               | -                                  | Octava expulsada Día 21                        | 4                                       |
| Eliza Orlins 25, New York, NY Survivor: Vanuatu                            | Malakal               | Airai                 | Dabu                               | Novena expulsada Día 24 (Jurado)               | 8                                       |
| Oscar "Ozzy" Lusth 26, Venice, CA Survivor: Cook Islands                   | Malakal               | Malakal               | Dabu                               | Décimo expulsado Día 27 (Jurado)               | 9                                       |
| Jason Siska 22, Fox River Grove, Illinois                                  | Airai                 | Airai                 | Dabu                               | Undécimo expulsado Día 30 (Jurado)             | 8                                       |
| James Clement 30, Lafayette, Louisiana Survivor: China                     | Malakal               | Airai                 | Dabu                               | Abandono por emergencia médica Día 31 (Jurado) | 3                                       |
| Alexis Jones 24, Los Ángeles, CA                                           | Airai                 | Airai                 | Dabu                               | Duodécima expulsada Día 33 (Jurado)            | 2                                       |
| Erik Reichenbach 22, Pinckney, Michigan                                    | Airai                 | Malakal               | Dabu                               | Decimotercer expulsado Día 36 (Jurado)         | 7                                       |
| Natalie Bolton 32, Los Ángeles, CA                                         | Airai                 | Airai                 | Dabu                               | Decimocuarta expulsada Día 37 (Jurado)         | 3                                       |
| Cirie Fields 37, Norwalk, Connecticut Survivor: Exile Island (Panama)      | Malakal               | Malakal               | Dabu                               | Decimoquinta expulsada Día 38 (Jurado)         | 3                                       |
| Amanda Kimmel 23, Los Ángeles, CA Survivor: China                          | Malakal               | Malakal               | Dabu                               | Segunda finalista                              | 0 votos de expulsión 3 votos para ganar |
| Parvati Shallow 25, Los Ángeles, CA Survivor: Cook Islands                 | Malakal               | Airai                 | Dabu                               | Ganadora                                       | 4 votos de expulsión 5 votos para ganar |

## Historia de votación

### Expulsiones
|                  | Tribus Originales | Tribus Originales | Tribus Originales | Tribus Originales | Tribus Cambiadas | Tribus Cambiadas  | Tribus Cambiadas | Tribus Cambiadas  | Tribus Cambiadas | Tribus Cambiadas | Tribu Unificada | Tribu Unificada | Tribu Unificada | Tribu Unificada | Tribu Unificada | Tribu Unificada | Tribu Unificada | Tribu Unificada |
| ---------------- | ----------------- | ----------------- | ----------------- | ----------------- | ---------------- | ----------------- | ---------------- | ----------------- | ---------------- | ---------------- | --------------- | --------------- | --------------- | --------------- | --------------- | --------------- | --------------- | --------------- |
| Programa #:      | 1                 | 2                 | 3                 | 4                 | 5                | 6                 | 6                | 7                 | 7                | 8                | 9               | 10              | 11              | 12              | 12              | 13              | 14              | 14              |
| Eliminados Votos | Jon 9/10          | Mary 6/10         | Yau-Man 6/9       | Mikey B 6/9       | Joel 6/8         | Jonathan Abandono | Chet 5/7         | Kathleen Abandono | Tracy 5/6        | Ami 4/5          | Eliza 8/10      | Ozzy 5/9        | Jason 4/8       | James Abandono  | Alexis 2/6 (1)  | Erik 4/5        | Natalie 3/4     | Cirie 1/1       |
| Votante          | Voto              | Voto              | Voto              | Voto              | Voto             | Voto              | Voto             | Voto              | Voto             | Voto             | Voto            | Voto            | Voto            | Voto            | Voto            | Voto            | Voto            | Voto            |
| Amanda           | Jon               |                   | Yau-Man           |                   | Joel             |                   | Chet             |                   | Tracy            | Ami              | Eliza           | Jason           | Jason           |                 | Alexis          | Erik            | Natalie         | Cirie           |
| Parvati          | Jon               |                   | Yau-Man           |                   |                  |                   |                  |                   |                  |                  | Eliza           | Ozzy            | Jason           |                 | Alexis          | Erik            | Natalie         |                 |
| Cirie            | Jon               |                   | Yau-Man           |                   | Joel             |                   | Chet             |                   | Tracy            | Ami              | Eliza           | Ozzy            | Jason           |                 | Amanda          | Erik            | Natalie         |                 |
| Natalie          |                   | Mary              |                   | Mikey B           |                  |                   |                  |                   |                  |                  | Eliza           | Ozzy            | James           |                 | Amanda          | Erik            | Cirie           |                 |
| Erik             |                   | Mary              |                   | Mikey B           | Chet             |                   | Chet             |                   | Tracy            | Ami              | Eliza           | Jason           | Jason           |                 | Amanda          | Parvati         |                 |                 |
| Alexis           |                   | Mary              |                   | Chet              |                  |                   |                  |                   |                  |                  | Eliza           | Ozzy            | James           |                 | Amanda          |                 |                 |                 |
| James            | Jon               |                   | Yau-Man           |                   |                  |                   |                  |                   |                  |                  | Eliza           | Jason           | Parvati         |                 |                 |                 |                 |                 |
| Jason            |                   | Chet              |                   | Chet              |                  |                   |                  |                   |                  |                  | Ozzy            | Ozzy            | James           |                 |                 |                 |                 |                 |
| Ozzy             | Jon               |                   | Yau-Man           |                   | Joel             |                   | Chet             |                   | Tracy            | Ami              | Eliza           | Jason           |                 |                 |                 |                 |                 |                 |
| Eliza            | Jon               |                   | Yau-Man           |                   |                  |                   |                  |                   |                  |                  | Ozzy            |                 |                 |                 |                 |                 |                 |                 |
| Ami              | Jon               |                   | Cirie             |                   | Joel             |                   | Chet             |                   | Tracy            | Erik             |                 |                 |                 |                 |                 |                 |                 |                 |
| Tracy            |                   | Mary              |                   | Mikey B           | Joel             |                   | Erik             |                   | Ozzy             |                  |                 |                 |                 |                 |                 |                 |                 |                 |
| Kathleen         |                   | Mary              |                   | Mikey B           |                  |                   |                  |                   |                  |                  |                 |                 |                 |                 |                 |                 |                 |                 |
| Chet             |                   | Mary              |                   | Mikey B           | Joel             |                   | Erik             |                   |                  |                  |                 |                 |                 |                 |                 |                 |                 |                 |
| Jonathan         | Jon               |                   | Parvati           |                   |                  |                   |                  |                   |                  |                  |                 |                 |                 |                 |                 |                 |                 |                 |
| Joel             |                   | Tracy             |                   | Mikey B           | Chet             |                   |                  |                   |                  |                  |                 |                 |                 |                 |                 |                 |                 |                 |
| Mikey B          |                   | Chet              |                   | Chet              |                  |                   |                  |                   |                  |                  |                 |                 |                 |                 |                 |                 |                 |                 |
| Yau-Man          | Jon               |                   | Parvati           |                   |                  |                   |                  |                   |                  |                  |                 |                 |                 |                 |                 |                 |                 |                 |
| Mary             |                   | Tracy             |                   |                   |                  |                   |                  |                   |                  |                  |                 |                 |                 |                 |                 |                 |                 |                 |
| Jon              | Ozzy              |                   |                   |                   |                  |                   |                  |                   |                  |                  |                 |                 |                 |                 |                 |                 |                 |                 |

(1) Amanda utilizó el Ídolo Oculto de la Inmunidad, y todos sus votos recibidos no son contados.

### Elección de la ganadora
| Votante | Voto    |
| ------- | ------- |
| Eliza   | Parvati |
| Ozzy    | Amanda  |
| Jason   | Parvati |
| James   | Amanda  |
| Alexis  | Parvati |
| Erik    | Amanda  |
| Natalie | Parvati |
| Cirie   | Parvati |

En una votación 5-3, Parvati se convierte en la ganadora y se lleva el millón de dólares de premio.

## Audiencias
- Capítulo 1: 13.870.000 espectadores
- Capítulo 2: 13.120.000 espectadores
- Capítulo 3: 12.550.000 espectadores
- Capítulo 4: 13.120.000 espectadores
- Capítulo 5: 12.600.000 espectadores
- Capítulo 6: 13.060.000 espectadores
- Capítulo 7: 11.340.000 espectadores
- Capítulo 8: 12.840.000 espectadores
- Capítulo 9: 11.680.000 espectadores
- Capítulo 10: 12.090.000 espectadores
- Capítulo 11: 12.980.000 espectadores
- Capítulo 12: 12.530.000 espectadores
- Capítulo 13: 11.980.000 espectadores
- Capítulo 14: 13.630.000 espectadores
- Capítulo 15 (Reunion): 10.840.000 espectadores

- Datos: Q5219563